# جر (جراحة العظام)
الجر (بالإنجليزية: Traction)‏ ـ في جراحة العظام ـ هو طائفة من الآليات التي تستخدم لتقويم العظام المكسورة أو للتخفيف من الضغط على العمود الفقري والجهاز الهيكلي.
يتناقص حالياً دور الجر في جراحة العظام نظراً لظهور تقنيات حديثة حلت محله في كثير من الحالات، ومن أنواع الجر التي ما تزال مستخدمة إلى اليوم كل من:
- جر بريانت Bryant's traction
- جر بَك Buck's traction (في كسور ما حول مفصل الفخذ)
- جر دنلوب Dunlop's traction (في كسور عظمة العضد في الأطفال)
- جر رسِل Russell's traction
- دعامة ميلووكي Milwaukee brace

## الجر الهيكلي
رغم تضاؤل دور الجر في جراحة العظام الحديثة، إلا أن الكثير من جراحي العظام ما زالوا يستخدمون تقنية الجر المصحوب بالتدعيم (كما هو الحال في دعامة ميلووكي، التي تستخدم في علاج حالات الجنف عند الأطفال).

## استخدامات الجر في جراحة العظام
يستخدم الجر في جراحة العظام بهدف:
- استعادة طول واستقامة عظمة ما
- لرد (اختزال) وتثبيت كسور العظام
- لتخفيف وإزالة التقلصات العضلية
- لتخفيف الضغط على الأعصاب، وخاصة الأعصاب الشوكية
- للحد من تفاقم التشوهات الهيكلية والقفاع العضلي muscle contracture